# Keri Hulme
Keri Hulme, född 9 mars 1947 i Christchurch, Nya Zeeland, död 27 december 2021 i Waimate i regionen Canterbury, var en nyzeeländsk författare och poet.

## Biografi
Hulme föddes i Christchurch som den äldsta av sex barn. Hennes föräldrar var av engelsk, skotsk och maorisk (Ngāi Tahu) härstamning. Hennes tidiga utbildning genomfördes vid North New Brighton Primary School och Aranui High School. Hennes far dog då hon var elva år gammal.
Efter skolan arbetade Hulme som tobaksplockare i Motueka. Hon började studera juridik vid Canterbury university i Christchurch 1967 men gav upp studierna efter fyra terminer och återvände till tobaksplockandet. 1972 bestämde hon sig för att skriva på heltid men, trots sin familjs uppbackning, tvingades hon att återvända till arbetslivet nio månader senare. Hon fortsatte att skriva och hon debuterade med diktsamlingen The silences between, 1982. En del av hennes verk publicerades under pseudonymen Kai Tainui. Detta medan hon arbetade på sin roman The Bone People som kom att ges ut i februari 1984. Romanen refuserades av ett flertal bokförlag innan den gavs ut av the Spiral Collective. Romanen vann  1984 års New Zealand Book Award for Fiction och Bookerpriset 1985.

## Verk

### Romaner
- The Bone People (1984)
- Bait och On the Shadow Side

### Lyrik
- The Silences Between (Moeraki Conversations) (1982)
- Lost Possessions (1985)
- Strands (1992)

### Noveller
- Te Kaihau: The Windeater (1986)
- Te Whenua, Te Iwi/The Land and The People (1987)
- Homeplaces: Three Coasts of the South Island of New Zealand (1989)
- Stonefish (2004)